# سد خشم القربة
سد خشم القربة عبارة عن سد على نهر عطبرة، يبعد حوالي 4 كيلومتر (2 ميل) جنوب خشم القربة بشرق السودان، الغرض الأساسي من السد هو الري.
السد مجهز بأعمدة قناة، تقع على الضفة اليسرى لنهر عطبرة، والتي تحول المياه إلى قناة. عندما تكون مستويات المياه في الخزان منخفضة، تقوم ثلاث مضخات بنقل المياه إلى القناة.
يحتوي السد على محطة صغيرة لتوليد الطاقة الكهرومائية، تم تطويرها خلال الفترة 2002-2004 إلى قدرتها الحالية البالغة 10 ميجاواط (13,000 حصان).  